# ハリソンバーグ (バージニア州)
ハリソンバーグ（英: Harrisonburg）は、アメリカ合衆国バージニア州の独立市。ロッキンガム郡の郡庁所在地だが、郡には含まれない。人口は5万1814人（2020年）。シェナンドー・バレーに位置し、市内にはジェームズ・マディソン大学とイースタン・メノナイト大学がある。ハリソンバーグ都市圏の中核である。
アメリカ合衆国商務省経済分析局は統計上の目的で、ハリソンバーグとロッキンガム郡を1つにしているが、アメリカ合衆国国勢調査局はハリソンバーグ市を1つの集計単位にしている。

## 歴史

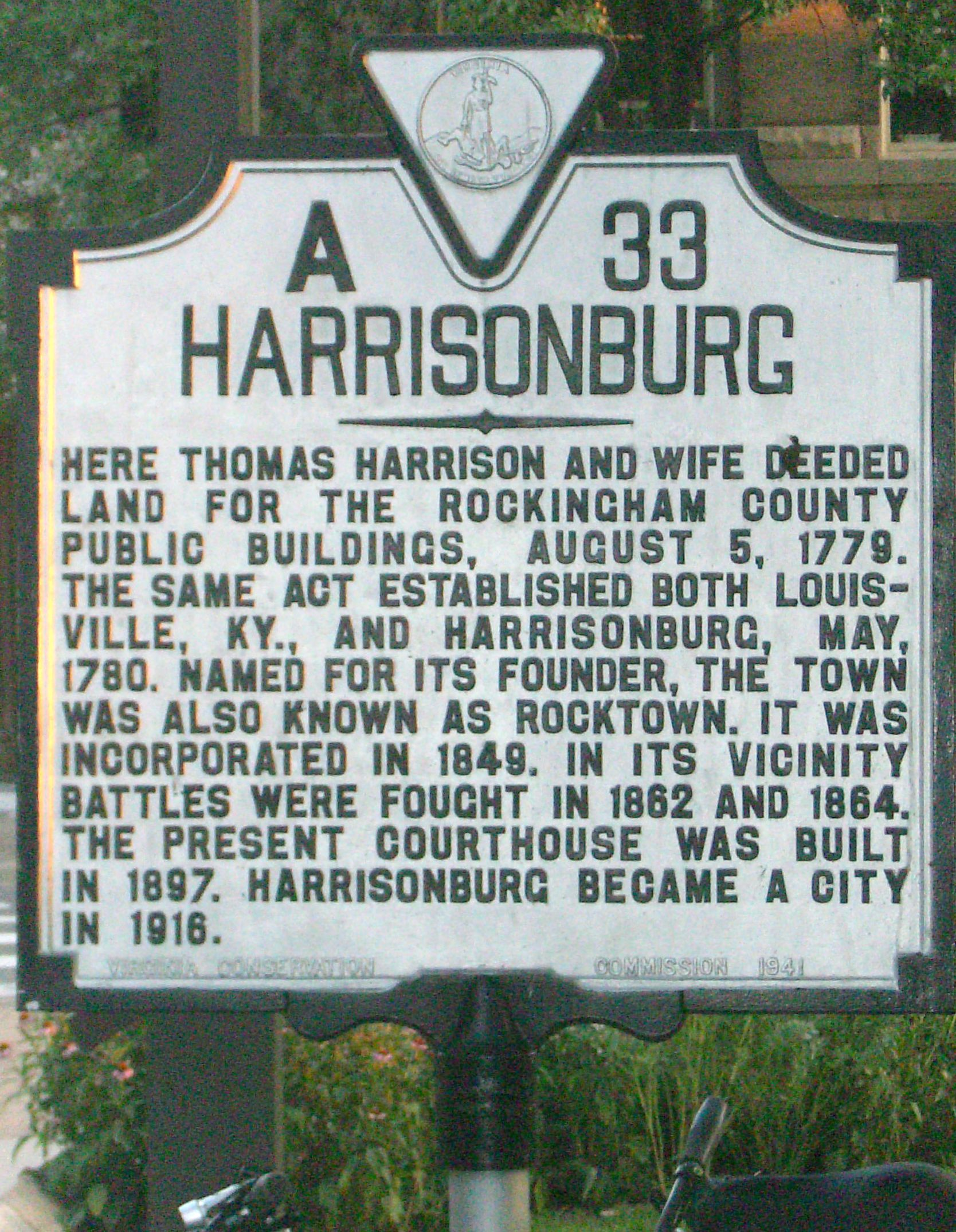
ハリソンバーグは初期開拓者トマス・ハリソン（1704年-1785年）に因んで名付けられた

ハリソンバーグとなった地域が開拓される以前に、記録に残るイングランド人初期探検家は、バージニア植民地副総督アレクサンダー・スポッツウッドが率いたゴールデン・ホースシューのナイト遠征隊であり、エルクトンに到着し、その中のレンジャー達は1716年に現在のハリソンバーグを通過した可能性がある。
当初は「ロックタウン」と呼ばれたこの町は、イングランド人初期開拓者の息子トマス・ハリソンに因んで名付けられた。1737年、ハリソンはシェナンドー・バレーに入植し、12,000エーカー (49 km2) を超える土地の権利を登記した。そこはスポッツウッド・トレイルとバレーを通る主要インディアン道の交差する所にあった。
1779年、ハリソンはその所有地の中から2.5エーカー (10,000 m2) を、郡庁舎建設の「公益」のために寄付した。1780年ハリソンはさらに50エーカー (200,000 m2) を寄付した。これが現在ハリソンバーグ歴史的中心街と呼ばれている所である。
1849年ハリソンバーグ市は市長・市政委員会方式の政府を採用した。公式に独立市として法人化されたのは1916年になってからだった。現在は市政委員会・市マネジャー方式を採っている。

## 地理
ハリソンバーグ市は 北緯38度26分58秒 西経78度52分08秒 / 北緯38.44944度 西経78.86889度 に位置している。
アメリカ合衆国国勢調査局に拠れば、市域全面積は17.6平方マイル (46 km2) であり、このうち陸地が17.6平方マイル (46 km2)、水域は0.04平方マイル (0.10 km2)で水域率は0.25%である。

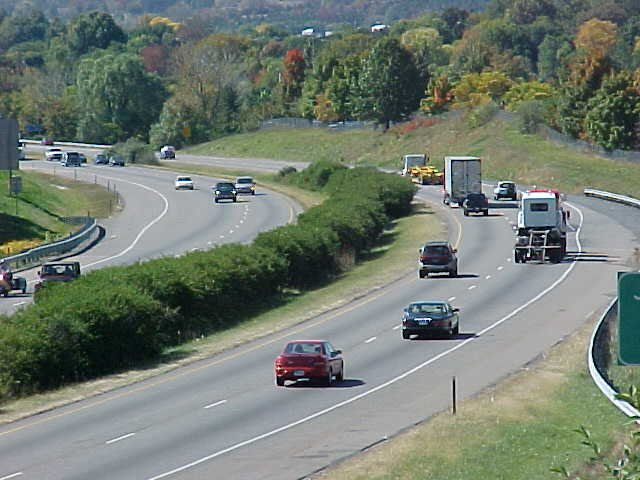
州間高速道路64号線、ハリソンバーグ市の幹線道

## 人口動態

2000人口ピラミッド（2000年国勢調査による。2つの大学があるので、10代後半から20代前半の人口が多い

以下は2000年国勢調査による人口統計データである。
| 基礎データ - 人口: 40,468人 - 世帯数: 13,133 世帯 - 家族数: 6,448 家族 - 人口密度: 890人/km2（2,304人/mi2） - 住居数: 13,689軒 - 住居密度: 301軒/km2（780軒/mi2） 人種別人口構成 - 白人: 84.84% - アフリカン・アメリカン: 5.92% - ネイティブ・アメリカン: 0.19% - アジア人: 3.11% - 太平洋諸島系: 0.02% - その他の人種: 3.35% - 混血: 2.57% - ヒスパニック・ラテン系: 8.85% 年齢別人口構成 - 18歳未満: 15.4% - 18-24歳: 40.9% - 25-44歳: 21.2% - 45-64歳: 13.2% - 65歳以上: 9.3% - 年齢の中央値: 23歳 - 性比（女性100人あたり男性の人口） - 総人口: 90.0 - 18歳以上: 87.5 | 世帯と家族（対世帯数） - 18歳未満の子供がいる: 23.3% - 結婚・同居している夫婦: 36.4% - 未婚・離婚・死別女性が世帯主: 9.3% - 非家族世帯: 50.9% - 単身世帯: 28.3% - 65歳以上の老人1人暮らし: 8.6% - 平均構成人数 - 世帯: 2.53人 - 家族: 3.00人 収入と家計 - 収入の中央値 - 世帯: 29,949米ドル - 家族: 45,159米ドル - 性別 - 男性: 29,951米ドル - 女性: 22,910米ドル - 人口1人あたり収入: 14,898米ドル - 貧困線以下 - 対人口: 30.1% - 対家族数: 11.5% - 18歳未満: 18.7% - 65歳以上: 11.4% |

## ニュータウン
1865年にシェナンドー・バレーの奴隷が解放されると、現在のハリソンバーグの町近くに町を立ち上げこれをニュータウンと呼んだ。この町は年月が経って、おそらく1892年頃に独立市としてのハリソンバーグ市に吸収された。今日のニュータウンだった所には第一バプテスト教会やベセルAME教会など黒人教会の多数が残っている。現在ハリソンバーグ市のボーイズ・アンド・ガールズ・クラブは、人種差別時代に黒人学校として使われた旧ルーシー・シムズ学校の校舎にある。
この黒人地区の大部分は1950年代に解体された。都市再開発という名前で、市政府が1949年住宅法から出る連邦再開発予算を遣い、黒人をその家から追い出してこの地区を壊した。この動きは「プロジェクトR4」と呼ばれ、メインストリートの東、ゲイ通りの北、ブロード通りの西、ジョンソン通りの南のブロックが対象になった。市はその土地を商業開発者に売却した。

## 中心街ルネッサンス
2002年初期、市は歩行者モールのある中心街を創設する可能性を検討した。このような計画を実行するメリットとデメリットを検討するために市民集会が開かれた。最終的にメインストリートは従来通りの交通を続けることにした。しかし、この検討の中から中心街再生を断固指示する強い声が挙がった。
2003年7月1日、中心街地区を再生する任務で非営利のハリソンバーグ中心街ルネッサンスという組織が立ち上げられた。
2004年、中心街はアメリカ合衆国国家歴史登録財の歴史地区に指定され、バージニア州メンストリート・コミュニティにも登録された。2007年には隣接するオールドタウン受託地も歴史地区の指定を受けた。空きビルが幾つか改修され、ハーデスティ・ヒギンズ・ハウスとシティ・イクスチェンジのような新しい用途に向けられ、それぞれハリソンバーグ観光協会と高級ロフト付きアパートに遣われた。
2008年、ハリソンバーグ市中心街に、その意匠と側道インフラの改善で（町の美化と方向付けプロジェクトとも呼ばれた）、100万米ドル以上が掛けられた。市政委員会が、観光客を市周辺の興味ある地域に導くための「方向付け標識」として通りの標識を設置するために50万米ドルを拠出した。さらに50万米ドルが、メインストリートとコート広場に沿った街灯、側道、景観の高級化に遣われた。

## 教育

### 公共教育学区
ハリソンバーグ市公共教育学区には、小学校5校、中学校2校、高校1校があり、児童生徒数は約4,400人である。私立のイースタン・メノナイト・スクールは幼稚園生から12年生まで386人を教えている。リディーマー・クラシカル・スクールは、幼稚園生から8年生まで約60人を教えている。

### 高等教育機関
- イースタン・メノナイト大学（私立）
- ジェームズ・マディソン大学（公立）
- ブルーリッジ・コミュニティカレッジ・ハリソンバーグ・センター（主キャンパスはウェイアーズケイブ）
- ナショナル・カレッジ（私立、営利）

### 高校
- ハリソンバーグ高校（公立）
- イースタン・メノナイト・スクール（私立）

### 中学校
- トマス・ハリソン中学校[16]（公立）
- スカイライン中学校[17]（公立）

### 小学校
- W・H・キースター小学校[18]（公立）
- スミスランド小学校[19]（公立）
- スポッツウッド小学校[20]（公立）
- ストーン・スプリング小学校[21]（公立）
- ウォーターマン小学校[22]（公立）

## 見どころ
- エディス・J・キャリア樹木園
- ジョン・C・ウェルズ・プラネタリウム[23]
- バージニア・キルト博物館[24]
- ハリソンバーグ市中心街
- イクスプロア・モア・ディスカバリー博物館[25]
- ハリソンバーグ旧郵便局壁画（現破産裁判所）
- ハーデスティ・ヒギンズ・ハウス観光案内所

## 行事
- アルパイン・ループ・グラン・フォンド[26]自転車ロードレースが毎年、プロのジェレマイア・ビショップがスタートを行い、中心街をゴールに行われている
- 2010年11月、スーパーGR8映画祭の第1回目が開催された[27][28]
- 毎年開催されるハリソンバーグ国際フェスティバル[29]では、国際的な食品、ダンス、音楽、民衆芸術を祝っている

## スポーツ
- イースタン・メノナイト大学ロイヤルズ、NCAAディビジョンIII、オールドドミニオン・アスレティック・カンファランス
  - 2010年ディビジョンIII男子バスケットボールでベスト8
  - 2004年女子バスケットボールでベスト16
- ハリソンバーグ・タークス（バレー・ベースボールリーグ）
- ジェームズ・マディソン大学デュークス、NCAAディビジョンI、フットボール・チャンピオンシップ・サブディビジョン、コロニアル・アスレティック協会
  - 2004年ディビジョンI-AA全国チャンピオン

## 著名な出身者
- ラルフ・サンプソン、バージニア大学で大学バスケットボール選手、1983年NBAドラフトでヒューストン・ロケッツから第1位指名